# GAZ-61
Der GAZ-61 (russisch ГАЗ-61) ist ein Personenwagen des sowjetischen Herstellers Gorkowski Awtomobilny Sawod (GAZ), der ab 1939 in Kleinserie gebaut wurde. Das mit Allradantrieb ausgestattete Fahrzeug wurde hauptsächlich militärisch genutzt.

## Fahrzeuggeschichte
Der GAZ-61 wurde vom Konstrukteur W. A. Gratschow entworfen und beruht auf dem amerikanischen Ford V8-40. Schon vorher hatte es bei GAZ Experimentalfahrzeuge zur Erprobung von besserer Geländegängigkeit gegeben wie zum Beispiel den GAZ-21. Der genaue Zeitpunkt des Beginns der Serienproduktion des GAZ-61 wird unterschiedlich angegeben, erste Fahrzeuge sollen jedoch 1939 entstanden sein.
Der GAZ-61 in der Grundversion hat die Karosserie des damals weit verbreiteten GAZ-M1. Hauptunterschied ist der Allradantrieb des GAZ-61. Das Fahrzeug hatte Starrachsen an Blattfedern und Trommelbremsen. Es wurde in verschiedenen (weiteren) Versionen gebaut:
- GAZ-61 – Grundversion, 1940–1941 gebaut.
- GAZ-61-40 – Phaeton.
- GAZ-61-73 – 1941 eingeführte Version mit Ganzmetallkarosse. Höchstgeschwindigkeit: 107 km/h.
- GAZ-61-415 – Version als offener Pick-up mit der Karosserie des GAZ-M415.
- GAZ-61-417 – Leichte Artilleriezugmaschine.

Die Angaben der gefertigten Stückzahlen schwanken. Je nach Quelle ist von 181 bis 238 Fahrzeugen die Rede. Der GAZ-61 wurde also nur in geringer Stückzahl produziert. Die zivile Variante des Fahrzeugs, der GAZ-M1 ohne Allradantrieb, wurde dagegen über 60.000 mal gebaut. Eingesetzt wurde der GAZ-61 als Fahrzeug für die Führungsebene der Roten Armee im Zweiten Weltkrieg. So nutzte beispielsweise Iwan Stepanowitsch Konew einen GAZ-61. Mindestens ein Fahrzeug fiel im Krieg der deutschen Wehrmacht in die Hände. Mindestens ein GAZ-61 mit geschlossener Karosserie ist erhalten geblieben. Das Fahrzeug befindet sich in einem Museum und wurde 2014 in Moskau ausgestellt.

## Weiterführende Medien
- DVD: „Vehicles Wear Shoulder Boards“. Andrey Krukovsky, Wings of Russia Studio, 234 Minuten, 2009.